# Influências celtas em Tolkien

Influências celtas na Terra Média: os Elfos de Tolkien têm semelhanças com os irlandeses Tuatha Dé Danann; o santuário de Valfenda lembra Tír na nÓg; as Terras Imortais ecoam os contos de Immrama; a língua Sindarin utiliza aspectos do gales; e Maedhros e Celebrimbor refletem aspectos de Nuada Airgetlám. A história de Beren e Lúthien ecoa o galês Mabinogion.

J. R. R. Tolkien extraiu os personagens, histórias, lugares e línguas da Terra Média de muitas fontes. Entre elas estão as lendas e línguas das nações celtas, principalmente as irlandesas e o gales. Ele apresentou várias razões conflitantes para sua preferência pelo galês. Tolkien afirmou diretamente que utilizou a fonologia e a gramática galesa para sua língua élfica construída, Sindarin. Estudiosos identificaram várias lendas, tanto irlandesas quanto galesas, como prováveis fontes de algumas das histórias e personagens de Tolkien; assim, por exemplo, os Elfos Noldorin lembram os irlandeses Tuatha Dé Danann, enquanto a história de Beren e Lúthien [en] tem paralelos com a do galês Culhwch e Olwen. Tolkien escolheu nomes celtas para o assentamento isolado de Terras de Bree, para distingui-lo do Condado com  seus nomes ingleses.
Tolkien negou ter sido influenciado pelas lendas celtas arturianas, mas estudiosos compararam vários de seus personagens a figuras arturianas, incluindo Gandalf com Merlim e Galadriel com a Senhora do Lago. Além disso, há paralelos próximos entre o herói Aragorn com sua espada mágica Andúril e o Rei Artur com sua espada Excalibur.
Os intérpretes da Terra Média de Tolkien, incluindo o cineasta Peter Jackson, que dirigiu a trilogia de filmes O Senhor dos Anéis de 2001–2003 e o compositor Howard Shore, que criou a música para os filmes, optaram por retratar os Elfos usando uma concepção moderna, etérea e de outro mundo do celta, do tipo que Tolkien ridicularizou.

## Tolkien e a língua

### Inglês e galês

Os reinos celtas (azul) e anglo-saxões (preto) da Grã-Bretanha por volta de 600 d.C. Mercia (centro à esquerda) faz fronteira com os reinos galeses de Powys e Gwynedd (à esquerda).

A relação de Tolkien com as línguas celtas é algo complexa, pois ele declarou gostar do galês, mas desgostar do Irlandês antigo e do Gaélico escocês. Ele ofereceu várias explicações conflitantes sobre por que gostava tanto do galês e de suas outras línguas favoritas.
Uma de suas declarações, feita ao discutir suas línguas inventadas, foi simplesmente que gostar do som de uma língua era uma questão de gosto pessoal. Além disso, ele disse que gostava do galês por causa de sua "predileção por consoantes nasais, especialmente o muito apreciado n", junto com os frequentes "padrões de palavras ... feitos com o suave e menos sonoro w e as fricativas sonoras f e dd contrastadas com as nasais."
Em seu ensaio "Inglês e Galês [en]", apresentado como uma palestra em 1955, ele escreveu que o "prazer básico" residia "nos elementos fonéticos de uma língua e no estilo de seus padrões, e, em uma dimensão mais elevada, no prazer da associação dessas formas de palavras com significados." Esse prazer era complexo, envolvendo fonética, estilo e associação com significado ao mesmo tempo.
Havia um prazer fonestético mais específico que Tolkien tinha vergonha de mencionar, mas que influenciou sua escolha de nomes na Terra Média [en]. Tolkien acreditava que o som de uma língua de alguma forma transmitia significado, e em alguns casos prazer, mesmo para pessoas que não conheciam a língua: para qualquer um que ouvisse o som de, por exemplo, palavras galesas. O filólogo e estudioso de Tolkien Tom Shippey [en] descreveu essa crença como a "heresia linguística" de Tolkien, acrescentando que, embora os linguistas de sua época fossem amplamente contrários a ela (sustentando que a associação entre som e significado é totalmente arbitrária), evidências surgiram que a apoiam.
Tolkien deu ainda outra explicação, afirmando que o galês era singularmente atraente para os nativos da Grã-Bretanha. Ele escreveu que "é a língua nativa para a qual, em um desejo inexplorado, ainda voltaríamos para casa". Ele quis dizer que, como o galês era a língua da Grã-Bretanha antes da chegada do inglês, havia uma predileção poderosa, porém adormecida, pelo galês entre os falantes de inglês: terra e língua caminhavam juntas. Ao mesmo tempo, Tolkien afirmou explicitamente que era inglês, de Worcestershire, um condado que outrora fez parte do Reino de Mercia, e professou amor por sua língua (germânica). Fimi comenta que Tolkien estava argumentando que "história e ancestralidade ou um senso de 'lar' e pertencimento são as principais razões por trás dos gostos linguísticos pessoais." Ela escreve que, nesse caso, as raízes de Tolkien em Worcestershire o colocaram em contato com o médio e o Inglês antigo, assim como o galês, e presumivelmente (já que os romanos também ocuparam a área) também o Latim.

### Sindarin, uma língua construída
| Afeto-i [en] galês              | Sindarin                        |
| ------------------------------- | ------------------------------- |
| gair/geiriau (palavra/palavras) | galadh/gelaidh (árvore/árvores) |

Tolkien baseou a fonologia e parte da gramática de sua língua élfica construída, Sindarin, no gales literário [en]. Isso começou como o que Tolkien chamou de Goldogrin ou "Gnômico", para o qual ele escreveu um dicionário substancial e uma gramática. Tolkien trabalhou não apenas para construir línguas individuais, mas para desenvolver padrões sistemáticos de mudanças de uma língua para suas descendentes, formando  famílias de línguas élficas. Em suas palavras, "As mudanças trabalhadas no Sindarin [a partir do Éldrico Comum] assemelham-se muito (e deliberadamente) àquelas que produziram o galês moderno e medieval a partir do celta antigo, de modo que, no resultado, o Sindarin tem um estilo marcadamente galês, e as relações entre ele e [a suposta língua ancestral] Quenya assemelham-se estreitamente às entre o galês e o latim." Nelson Goering analisou essa afirmação, considerando-a amplamente razoável, desde que as relações sejam permitidas como sendo de diferentes tipos.
| Língua élfica                                                           | Características | Semelhanças | Língua europeia                                                 |
| ----------------------------------------------------------------------- | --- | --- | --------------------------------------------------------------- |
| Quenya "cobra", um nome leuka, Makalaure                                | Língua elevada, "Latim Élfico" 1) "Usada para cerimônias e para altos assuntos de saber e canção" 2) Sistema de ortografia semelhante ao latim | Paralelos culturais de Quenya e Latim: língua antiga, agora em uso erudito                                       | Latim "fonte", "estado" fontana, civitat                        |
| Sindarin mudou mais que o Quenya a partir do Éldrico antigo lŷg, Maglor | Língua coloquial 1) Mutações consonantais iniciais 2) Estrutura fonológica geral 3) Mutação-i (umlaut-i) para formar plurais de substantivos   | Paralelos linguísticos de Sindarin e galês: Sindarin foi projetado "para assemelhar-se fonologicamente ao galês" | Galês palavras emprestadas e adaptadas do latim ffynnon, ciwdod |

Tolkien afirmou ainda que deu ao Sindarin "um caráter linguístico muito semelhante (embora não idêntico) ao galês britânico ... porque parece se adequar ao tipo 'celta' de lendas e histórias contadas sobre seus falantes", ou seja, ele imaginava uma "adequação" entre a língua, o caráter de seus Elfos Sindarin e as pessoas nas lendas celtas.

## Irlandês

### Tír na nÓg
Matthew T. Dickerson [en], no J. R. R. Tolkien Encyclopedia, escreve que Valfenda representa consistentemente um santuário, um lugar que parece um lar, ao longo do legendário. A jornalista Jane Ciabattari escreve que uma das principais razões para a popularidade de O Senhor dos Anéis foi o desejo de escapismo entre a geração da Guerra do Vietnã. Ela compara o complexo militar-industrial com Mordor e sugere que eles ansiavam por um lugar de paz, assim como Frodo Bolseiro sentia um "desejo avassalador de descansar e permanecer em paz… em Valfenda". A medievalista Marjorie Burns [en] escreve que Valfenda e o outro reino élfico de Lothlórien são paralelos ao Outro Mundo celta (em irlandês, Tír na nÓg), sendo difíceis de encontrar, mas, se alguém é admitido e bem-vindo, atravessa um rio, simbolizando a transição espiritual do reino comum, e "o aventureiro exausto é transportado para um refúgio de hospitalidade e deleite élfico". Há múltiplos marcadores dessa transição:
| “ | Entrar em Valfenda é deixar, por um tempo, o terreno montanhoso, árido e setentrional das terras altas. Primeiro vem a descida íngreme ...; os pinheiros são substituídos por faias e carvalhos; o ar fica mais quente; os primeiros elfos os recebem com risos e canções, e então vem a inevitável travessia da água que separa o resto da Terra-média do núcleo interno de cada reino élfico. | ” |

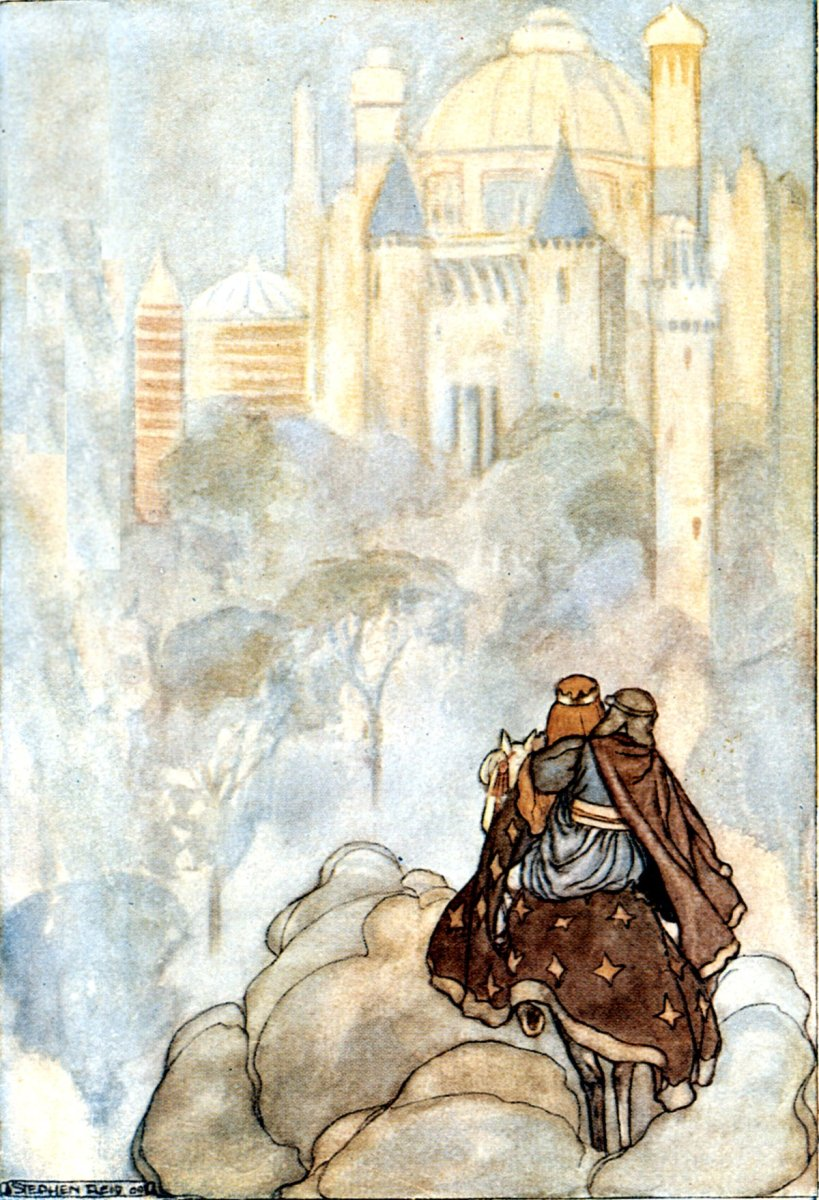
O santuário élfico de Valfenda foi comparado ao Outro Mundo celta, mostrado aqui em uma ilustração de 1910 por en.

Burns observa que tanto "Riven" quanto "dell" sugerem um lugar baixo para o qual se deve descer; e que uma descida é característica dos contos celtas de entrada no reino subterrâneo dos Tuatha Dé Danann, cujos chefes governavam cada um um monte funerário.

### Tuatha Dé Danann
O exílio dos Elfos Noldor em O Silmarillion tem paralelos com a história dos Tuatha Dé Danann. Esses seres semidivinos invadiram a Irlanda vindo do outro lado do mar, queimando seus navios ao chegarem e travando uma feroz batalha com os habitantes atuais. Os Noldor chegaram à Terra Média a partir de Valinor, queimaram seus navios e voltaram-se para lutar contra o Senhor do Escuro Melkor.

### Nuada Airgetlám

Influência aparente do trabalho arqueológico e filológico no Templo de Nodens no legendário de Tolkien na Terra Média.

A perda de uma mão por Maedhros, filho de Fëanor, é paralela à mutilação semelhante sofrida por Nuada Airgetlám (rei dos Tuatha Dé Danann) ("Mão/Braço de Prata") durante a batalha contra os Firbolg. Nuada recebeu uma mão de prata para substituir a perdida, e seu apelido posterior tem o mesmo significado que o nome élfico Celebrimbor: "punho de prata" ou "mão de prata" em Sindarin (Telperinquar em Quenya). O trabalho profissional de Tolkien no Templo de Nodens, precursor de Nuada, com suas associações com um herói, elfos, um anel e anões, pode ter sido um grande estímulo na criação de sua mitologia da Terra Média.

### ContosImrama

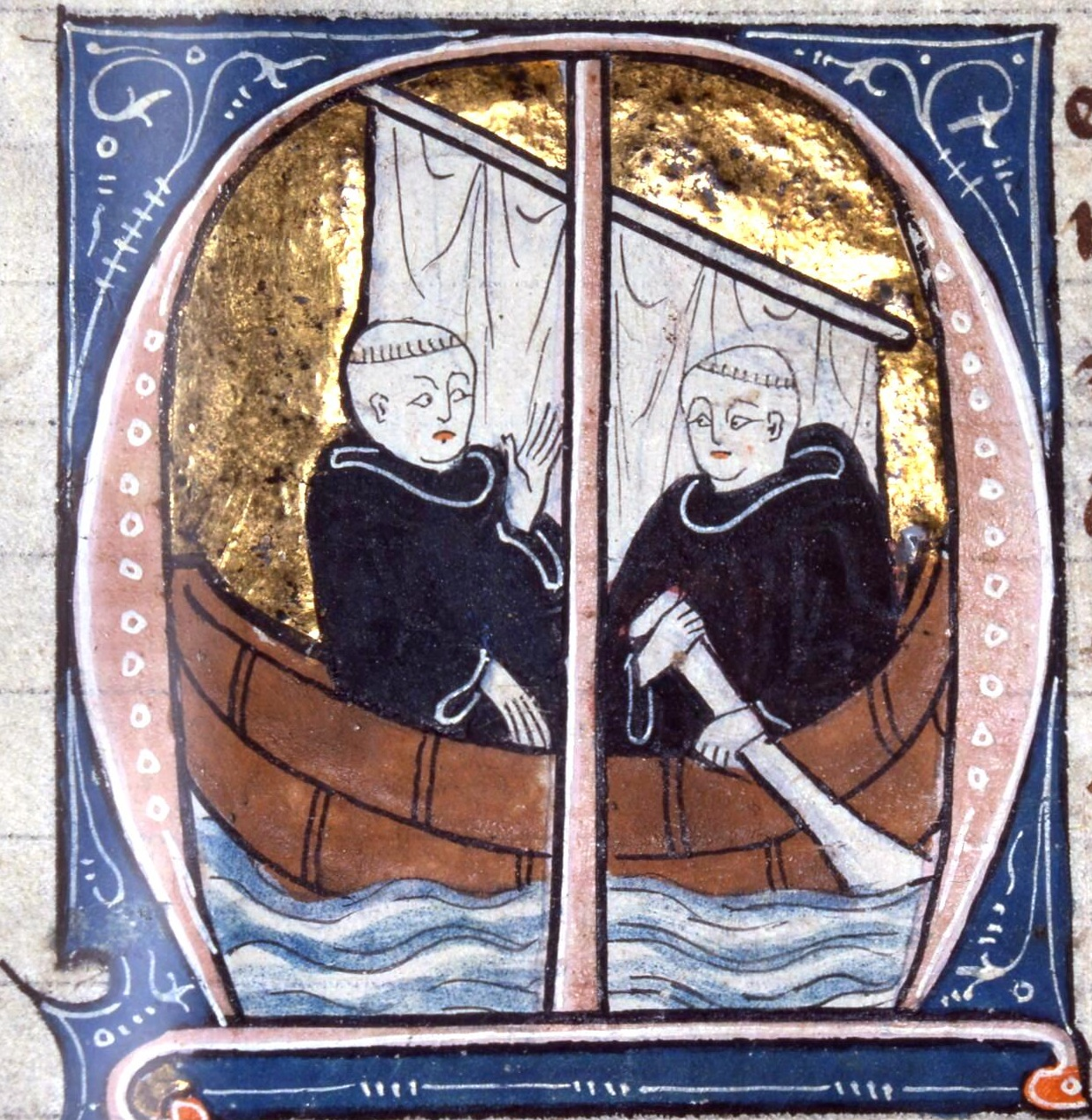
Estudiosos compararam Valinor de Tolkien aos contos celtas imrama. Aqui, São Brandão navega pelos mares em busca da "Terra da Promessa". Gautier de Metz, c. 1304.

O estudioso de literatura inglesa Paul H. Kocher [en] escreve que as Terras Imortais do Extremo Oeste, incluindo Eldamar e Valinor, são "tão fora de nossa experiência que Tolkien só pode nos pedir para aceitá-las completamente pela fé." Kocher comenta que essas terras têm um lugar integral tanto geograficamente quanto espiritualmente na Terra Média, e que seus equivalentes literários mais próximos estão nos contos celtas imrama da Alta Idade Média. Os contos imrama descrevem como aventureiros irlandeses, como São Brandão, navegavam pelos mares em busca da "Terra da Promessa". Ele observa que é certo que Tolkien conhecia essas histórias, já que em 1955 ele escreveu um poema, intitulado Imram, sobre a viagem de Brendan.

### Balor do Olho Maligno
Balor do Olho Maligno na Mitologia irlandesa foi apontado como uma possível fonte para o Olho de Sauron. O olho maligno de Balor, no meio de sua testa, era capaz de derrotar um exército inteiro. Ele era rei dos malignos Fomoire, que, como Sauron, eram espíritos malignos em corpos horrivelmente feios. Mordor foi comparado a um "inferno celta" onde Balor "governava os mortos de uma torre de vidro", assim como as Terras Imortais de Aman lembram o Paraíso Terrestre celta de Tír na nÓg no extremo oeste (Atlântico).

## Galês

### Nomes de lugares
Estudiosos afirmaram que Tolkien escolheu cuidadosamente os nomes de lugares de Terras de Bree, incorporando elementos celtas nos nomes para indicar que Bree era mais antiga que o Condado, cujos  nomes de lugares são ingleses com elementos em inglês antigo. O nome "Bree" significa "colina", e a colina ao lado da vila é chamada "Colina de Bree". O nome da vila de Brill, em Buckinghamshire, que Tolkien visitou quando estava na Universidade de Oxford e que o inspirou a criar Bree, é construído exatamente da mesma maneira: Brill é uma contração moderna de Breʒ-hyll. Ambas as sílabas são palavras para a mesma coisa, "colina" – a primeira é britônica (celta) e a segunda inglês antigo. Shippey escreve que a construção do nome, "colina-colina", é "portanto, de certa forma, um disparate, exatamente paralelo a Chetwode [en] (ou 'floresta-floresta') em Berkshire, próximo dali." O primeiro elemento "Chet" em "Chetwode" deriva do britônico ced, que significa "floresta".
Shippey observa ainda que Tolkien afirmou que selecionou os nomes de lugares de Bree – Archet, Bree, Chetwood e Combe – porque continham "elementos não ingleses", o que os tornaria "soar 'esquisitos', para imitar 'um estilo que talvez vagamente sintamos ser “celta”'." Shippey comenta que isso fazia parte da "heresia linguística" de Tolkien, sua teoria de que o som das palavras transmitia tanto significado quanto beleza. O filólogo Christopher Robinson escreve que Tolkien escolheu um nome para "se adequar não apenas ao seu designado, mas também ao estilo fonológico e morfológico da nomenclatura à qual pertence, bem como ao esquema linguístico de seu mundo inventado."
Na visão de Robinson, Tolkien selecionou intencionalmente "elementos celtas que sobreviveram nos nomes de lugares da Inglaterra" – como bree e chet – para marcá-los como mais antigos que os nomes de lugares do Condado, que incorporam "uma pitada do passado" com seus elementos ingleses e em inglês antigo. Tudo isso indica o "notável cuidado e sofisticação" com que Tolkien construiu a "história fingida e a tradução de nomes pessoais e de lugares do  Westron".

Etimologias de Brill, Chetwode a partir de Britônico ('Celta') e Inglês antigo.
Nomes de lugares de Terras de Bree, com elementos 'celtas' em Bree, Combe e Archet em Chetwood.

### OMabinogion
Autores como Shippey, Donald O'Brien, Patrick Wynne e Carl Hostetter [en] apontaram semelhanças entre a história de Beren e Lúthien em O Silmarillion e Culhwch e Olwen, um conto no galês Mabinogion. Em ambos, os heróis masculinos fazem promessas precipitadas após serem encantados pela beleza de donzelas não mortais; ambos recorrem à ajuda de grandes reis, Artur e Finrod; ambos mostram anéis que comprovam suas identidades; e ambos recebem tarefas impossíveis que incluem, direta ou indiretamente, a caça e morte de feras ferozes (os javalis selvagens, Twrch Trwyth e Ysgithrywyn, e o lobo Carcharoth) com a ajuda de um cão sobrenatural (Cafall e Huan). Ambas as donzelas possuem tal beleza que flores crescem sob seus pés quando vêm encontrar os heróis pela primeira vez, como se fossem encarnações vivas da primavera.
O Mabinogion fazia parte do Livro Vermelho de Hergest [en], uma fonte de tradição celta galesa, que o Livro Vermelho do Marco Ocidental [en], uma suposta fonte da tradição dos Hobbits, provavelmente imita.

### Lenda Arturiana

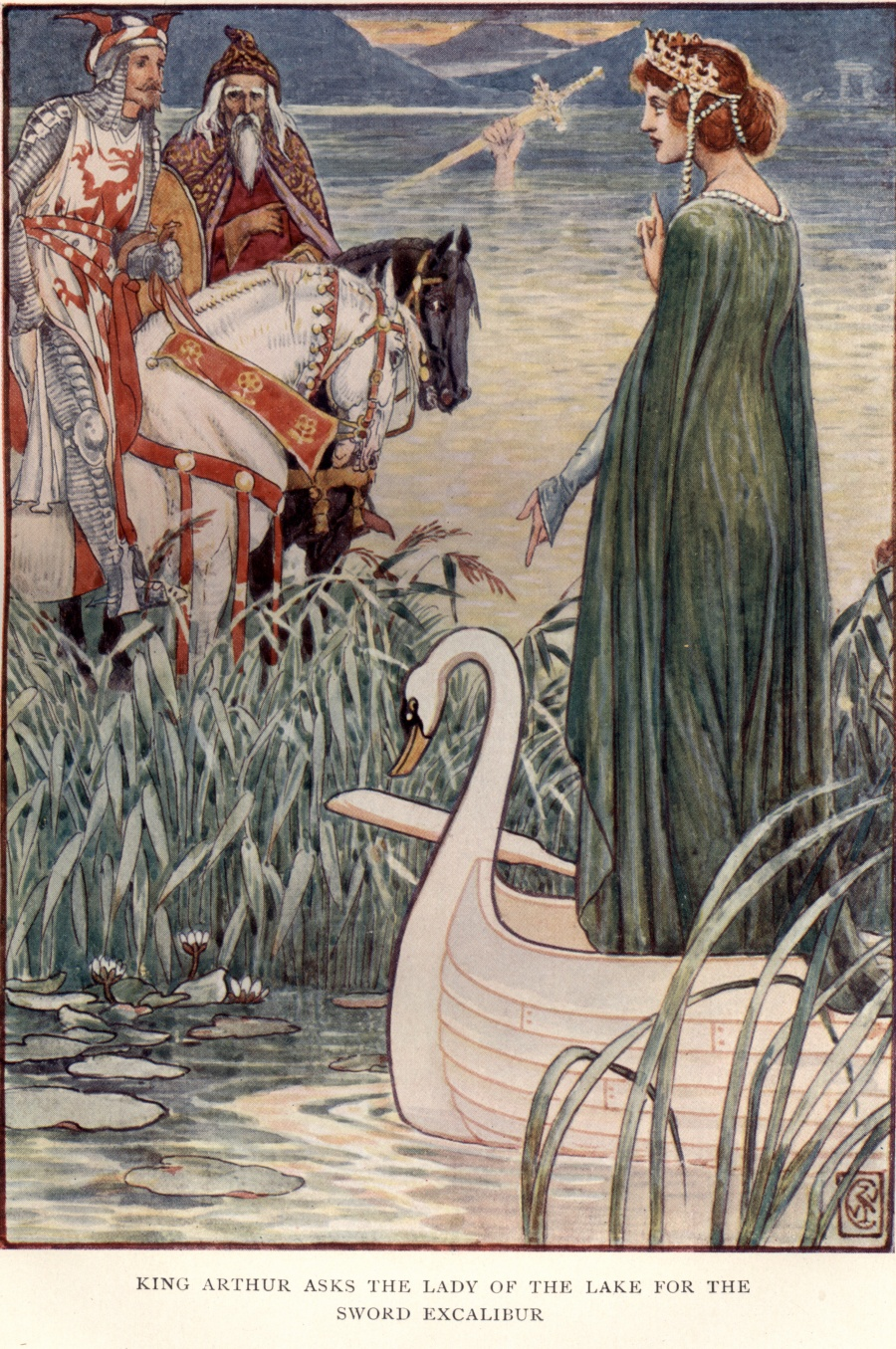
"Rei Artur pede à Senhora do Lago a espada Excalibur". Ilustração de 1911 por Walter Crane

As Lendas arturianas fazem parte do patrimônio cultural galês. Tolkien negou sua influência, mas estudiosos encontraram múltiplos paralelos. O mago Gandalf foi comparado a Merlim, Frodo e Aragorn com Artur, e Galadriel com a Senhora do Lago. Flieger investigou as correlações e os métodos criativos de Tolkien. Ela aponta correspondências visíveis, como Avalon com  Avallónë, e Brocéliande com Broceliand, o nome original de Beleriand. O próprio Tolkien disse que a partida de Frodo e Bilbo para Tol Eressëa (também chamada "Avallon" no Legendário) era um "final arturiano". Tais correlações são discutidas na obra publicada postumamente A Queda de Artur [en]; uma seção, "A Conexão com a Quenta", explora o uso de material arturiano por Tolkien em O Silmarillion. Outro paralelo é entre a história de Sir Balin [en] e a de Túrin Turambar. Embora Balin saiba que empunha uma espada amaldiçoada, ele continua sua busca para recuperar o favor do Rei Artur. O destino o alcança quando ele, sem querer, mata seu próprio irmão, que o fere mortalmente. Túrin acidentalmente mata seu amigo Beleg com sua espada.
| A espada                 | O Senhor dos Anéis | Lenda Arturiana                                                                          |
| ------------------------ | --- | ---------------------------------------------------------------------------------------- |
| É quebrada               | Na morte de Elendil | Quando Artur luta contra o Rei Pelinore                                                  |
| Delimita uma era         | A Terceira Era começa quando Isildur usa os fragmentos de Narsil para cortar o Um Anel da mão de Sauron; termina quando Andúril ajuda a acabar com o reinado de Sauron | Rei Artur assume o poder com Excalibur; Bedivere lança a espada ao mar na morte de Artur |
| Acompanha                | Aragorn liderando o povo de Gondor à vitória | Rei Artur liderando seu povo à vitória                                                   |
| Possui uma bainha mágica | A lâmina não será manchada nem quebrada | O portador nunca perderá sangue                                                          |

O uso de espadas com nomes próprios, poderes mágicos, pedigrees antigos, histórias próprias e rituais de passagem de um herói para outro por Tolkien está alinhado com a lenda medieval e arturiana. Há múltiplos paralelos entre Aragorn com sua espada mágica e a lenda arturiana. A Espada na Pedra é quebrada, assim como Narsil. Assim como Excalibur delimita o reinado do Rei Artur, Narsil delimita a Terceira Era, começando quando Isildur corta o Anel da mão de Sauron, e terminando quando a espada, refeita como Andúril, ajuda a acabar com o poder de Sauron e restaura Aragorn como Rei. Ambos os reis lideram seus povos à vitória. A bainha mágica da espada, também, que a rainha élfica Galadriel dá a Aragorn ao deixar Lothlórien com as palavras "A lâmina que for retirada desta bainha não será manchada nem quebrada, mesmo na derrota", é paralela à bainha de Excalibur, que garante que seu portador "nunca perderá sangue, por mais gravemente que esteja ferido". A bainha élfica descreve a espada para a qual foi feita: "Era ornamentada com um traçado de flores e folhas forjadas em prata e ouro, e nela estavam gravadas, em runas élficas formadas por muitas gemas, o nome Andúril e a linhagem da espada."

## Celta Moderno

### Elfos Etéreos

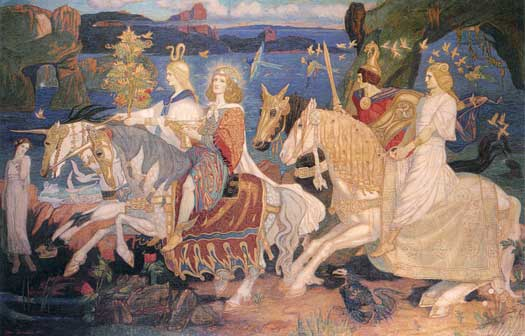
A abordagem cinematográfica de Peter Jackson para os Elfos no estilo da pintura de 1911 de John Duncan, Riders of the Sidhe (na imagem), e a música celta moderna acompanhando algumas das cenas élficas do filme, indicam um tom "de outro mundo" muito diferente do de Tolkien.

Na sua trilogia de filmes O Senhor dos Anéis de 2001–2003, Peter Jackson escolheu tratar o primeiro grupo de Elfos visto pelos protagonistas hobbits no estilo da pintura de 1911 de John Duncan [en], Riders of the Sidhe. O filme foi acompanhado por música [en] que, de maneira semelhante, dava uma sensação celta moderna "etérea" para os Elfos. Juntos, esses elementos retrataram os Elfos com um tom "de outro mundo", muito diferente do de Tolkien [en]. O compositor responsável pela trilha, Howard Shore, cria o que a folclorista e estudiosa de Tolkien Dimitra Fimi [en] chama de "mesma sensação 'celta'" na música para os Elfos em Valfenda. Shore abordou a cantora irlandesa "folk-cum-New Age" Enya, cuja música representa "a celtitude como melancolia por uma tradição perdida." Por exemplo, a canção "Lothlórien" de Enya, em seu álbum Shepherd Moons, é uma composição instrumental nomeada em homenagem ao reino élfico de Lothlórien. Na visão de Fimi, o "ar e ambiente 'celta'" que Jackson usa para os Elfos é reforçado pelo que o designer conceitual do filme Alan Lee chamou de "uso de formas naturais ... [e] de linhas graciosas e fluidas" e "elementos de Art Nouveau e design celta". Fimi observa que tanto Tolkien quanto o historiador Malcolm Chapman escreveram "zombando" sobre a esterotipação romântica dos celtas dessa maneira. Tolkien falou do "celta poético selvagem e incalculável, cheio de imaginações vagas e nebulosas"; Chapman escreveu sobre "conclusões metafísicas e morais elevadas tiradas da arte 'celta' por seus críticos admiradores".

### Hobbits Camponeses Irlandeses

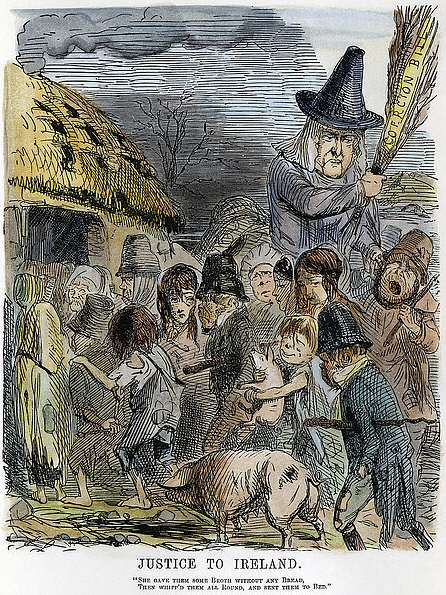
Os pés-peludos em O Senhor dos Anéis: Os Anéis do Poder falam com sotaques irlandeses e foram considerados semelhantes aos camponeses irlandeses de John Leech, como em sua charge de c. 1845 "Justice to Ireland".

O estudioso de Tolkien David Bratman [en] criticou "duramente" o uso de música celta moderna por Shore para o Condado e seus Hobbits. Bratman afirmou que o uso de instrumentos como o bodhrán e a harpa celta era inadequado, dado que a terra natal dos Hobbits foi inspirada nas Midlands inglesas onde Tolkien viveu.
O Senhor dos Anéis: Os Anéis do Poder, uma série sobre eventos na Segunda Era da Terra Média, foi criticada por sua abordagem sobre raça. Comentaristas observaram que os "parentes" dos hobbits, os pés-peludos, falam com sotaques irlandeses, comportam-se como camponeses amigáveis e são acompanhados por música celta; e que eles lembram as representações "extremamente desfavoráveis" do século XIX do caricaturista John Leech dos irlandeses na revista Punch.

### J. R. R. Tolkien
1. 1 2  (Tolkien 1983, "Um Vício Secreto", pp. 198–223)
2. ↑  (Tolkien 1983, "Inglês e Galês", pp. 162–197)
3. ↑  Tolkien, J. R. R. «I-Lam na-Ngoldathon: The Grammar and Lexicon of the Gnomish Tongue» [I-Lam na-Ngoldathon: A Gramática e o Léxico da Língua Gnômica]. Parma Eldalamberon (11)
4. ↑  (Tolkien 2007), p. 135.
5. ↑  (Carpenter 2023, carta 144 para Naomi Mitchison, abril de 1954)
6. ↑  (Tolkien 1977, p. 357)
7. ↑  (Tolkien 1988, cap. 7, p. 131, nota 6. "Bree ... [foi] baseado em Brill ... um lugar que ele conhecia bem".)
8. ↑  (Tolkien 1955), Apêndice F
9. ↑  Tolkien, J. R. R. (2013). A Queda de Artur. A Conexão com a Quenta: HarperCollins. ISBN 978-0-544-11589-7
10. 1 2 3  (Tolkien 1954a, livro 2, cap. 8 "Adeus a Lórien")